# It Conquered the World
It Conquered the World is een Amerikaanse sciencefictionfilm uit 1956. De film werd geregisseerd door Roger Corman, en geschreven door Lou Rusoff (met hulp van Charles B. Griffith). De hoofdrollen werden vertolkt door Peter Graves, Lee Van Cleef, Beverly Garland, en Sally Fraser.

## Verhaal
Dr. Tom Anderson, een verbitterde wetenschapper, ontvangt een bericht van een wezen van de planeet Venus. Het buitenaardse wezen beweert dat hij en de wetenschapper samen vrede op aarde kunnen brengen door alle emoties uit te schakelen. In werkelijkheid wil hij de wereld veroveren voor zijn eigen ras. Anderson gaat akkoord. De eerste actie van het wezen is om alle elektriciteit op aarde uit te schakelen, waaronder de startmotors van auto’s.
Dr. Nelson, de assistent van dr. Anderson, ontdekt wat er gaande is. Hij slaagt er uiteindelijk in Anderson in te laten zien dat het ruimtewezen hem onder valse voorwaarden heeft betrokken bij zijn plannen. Toms vrouw gaat met een geweer naar de grot waar het wezen zich schuilhoudt met het plan hem te doden. Het wezen heeft haar echter door en vermoordt haar, net als Tom en Nelson binnenkomen. Wanneer hij zijn dode vrouw ziet, gaat Tom door het lint en vermoordt het ruimtewezen eigenhandig. Zelf raakt hij hierbij dodelijk verwond en sterft niet veel later.

## Rolverdeling
| Acteur              | Personage             |
| ------------------- | --------------------- |
| Peter Graves        | Dr. Paul Nelson       |
| Lee Van Cleef       | Dr. Tom Anderson      |
| Beverly Garland     | Claire Anderson       |
| Sally Fraser        | Joan Nelson           |
| Russ Bender         | General James Pattick |
| Taggart Casey       | Sheriff N.J. Shallert |
| Karen Kadler        | Dr. Ellen Peters      |
| Jonathan Haze       | Private Manuel Ortiz  |
| Paul Harbor         | Dr. Floyd Mason       |
| Charles B. Griffith | Dr. Pete Shelton      |
| Tomas E. Jackson    | George Haskell        |

## Achtergrond
It Conquered the World werd bespot in de cultserie Mystery Science Theater 3000.
It Conquered the World wordt belachelijk gemaakt door Frank Zappa op zijn album Roxy & Elsewhere (1974). Tijdens de intro van het nummer "Cheepnis" beschrijft hij o.a. hoe het monster aan het einde van de film uit de grot geduwd wordt en hoe daarbij iemand in beeld komt. Deze scène zit echter niet in de film.
In 1966 werd een remake van de film gemaakt getiteld Zontar: The Thing from Venus.